# Cementiri de la Pobla de Claramunt
El Cementiri de la Pobla de Claramunt és una obra de la Pobla de Claramunt (Anoia) protegida com a bé cultural d'interès local.

## Descripció
Té una porta d'entrada realitzada en maó que ha estat arrebossat i que presenta com a elements decoratius més remarcables els 4 obeliscs, disposats simètricament i esglaonadament (dos i dos) com a acabament de 4 pilars, també petits, que sobresurten de l'estructura de la porta.

## Història
El còlera asiàtic matà 79 persones el 1185 i 46 el 1887, sorgeix de sobte un nou cementiri a la partida de Plans d'Arau, més enllà del molí de la Boixera. L'any 1892 ja s'hi construïren nínxols i es votà amb paret de tanca. El cementiri Vell fou totalment exhumat el 1903.